# 1390 Abastumani
1390 Abastumani è un asteroide della fascia principale del diametro medio di circa 101,58 km. Scoperto nel 1935, presenta un'orbita caratterizzata da un semiasse maggiore pari a 3,4362881 UA e da un'eccentricità di 0,0264783, inclinata di 19,97973° rispetto all'eclittica.
Prende il nome dall'omonima stazione termale nella municipalità di Adigeni in Georgia.